# Lobendorf (Vetschau/Spreewald)
Lobendorf, niedersorbisch Łoboźice, ist ein bewohnter Gemeindeteil der Stadt Vetschau/Spreewald im Landkreis Oberspreewald-Lausitz in Brandenburg. Vom 1. Januar 1925 bis zum 30. Dezember 2001 war Lobendorf ein Ortsteil der damals eigenständigen Gemeinde Repten.

## Lage
Lobendorf liegt südlich des Spreewaldes in der Niederlausitz, rund anderthalb Kilometer südlich von Vetschau. Umliegende Ortschaften sind Vetschau im Norden, Eichow im Osten, Tornitz im Südosten, Repten im Südwesten und die Brandtemühle im Westen. Lobendorf zählt zum amtlichen Siedlungsgebiet der Sorben/Wenden in Brandenburg.
Durch Lobendorf führt die Kreisstraße 6623 von Vetschau nach Wüstenhain. Die Landesstraße 525 (Ogrosen–Vetschau) ist etwa einen Kilometer von Lobendorf entfernt. Die Bundesautobahn 15 befindet sich unmittelbar nördlich des Ortes, die Anschlussstelle Vetschau liegt zwei Kilometer nordwestlich.

## Geschichte
Lobendorf wurde erstmals am 1. Dezember 1450 als Lobindorff erstmals urkundlich erwähnt. Der Ortsname geht möglicherweise auf das niedersorbische Wort „łoboda“ zurück und bezieht sich somit auf die Pflanzenart der Meldengewächse, eine weitere Deutung lässt auch eine Ableitung von einem ebenfalls „Łoboda“ lautenden Personennamen zu. 1527 wurde der Name erstmals mit der heutigen Schreibweise genannt, der sorbische Ortsname lautete 1761 Lobozice und 1843 Łoboźice.

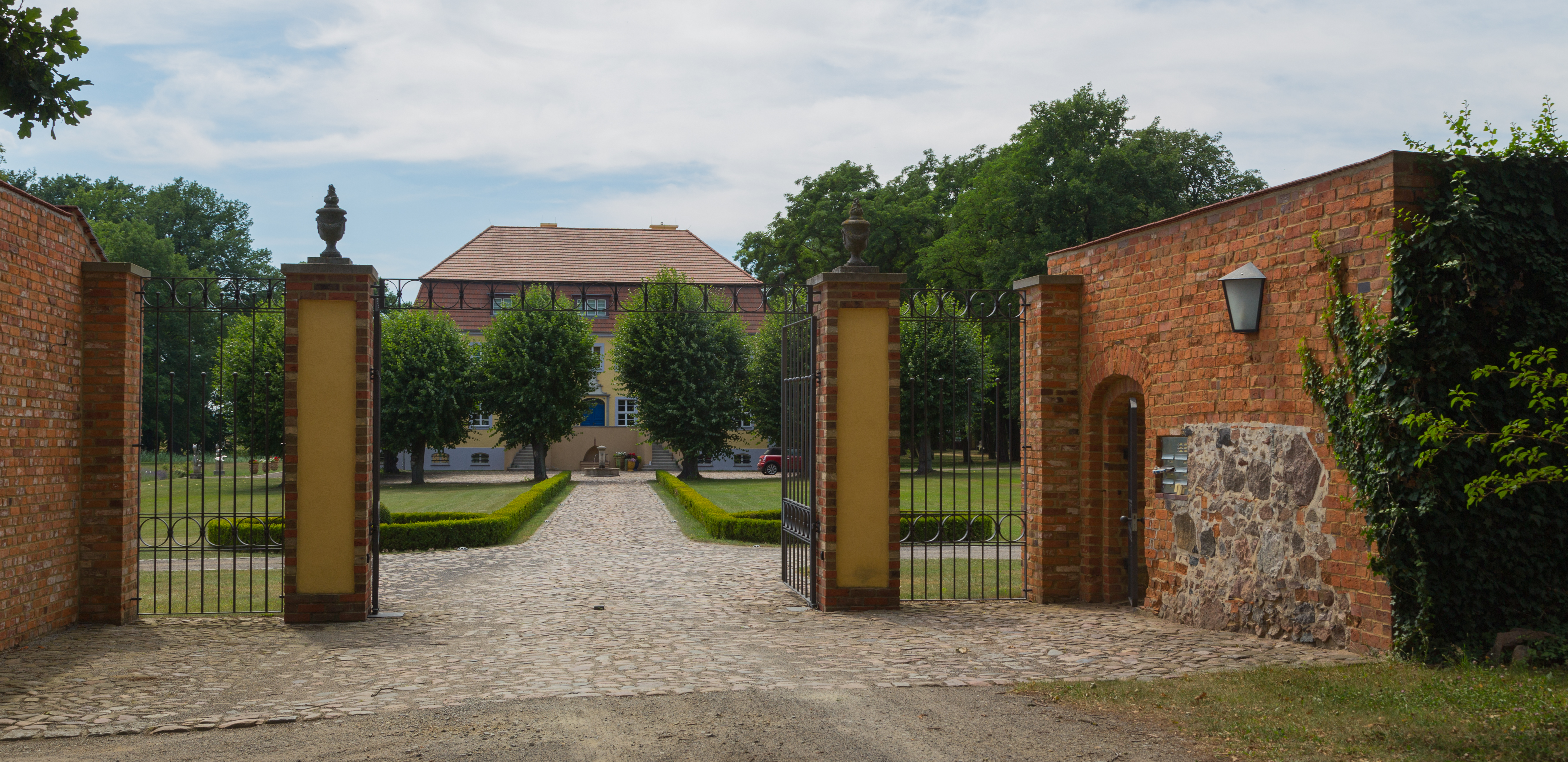
Gutshaus Lobendorf

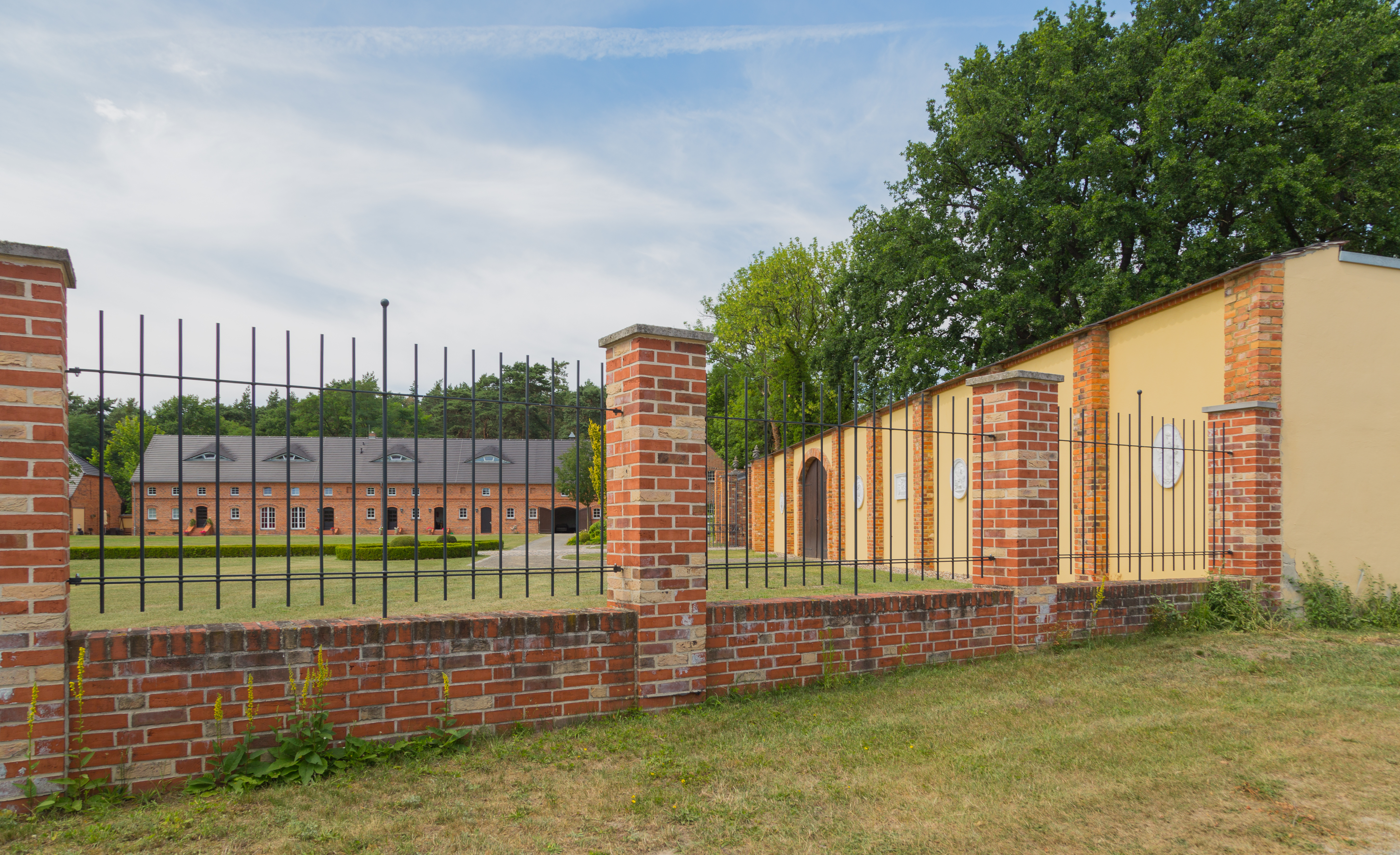
Ansicht der Gutsanlage

Bei seiner Ersterwähnung gehörte der Ort mitsamt Gutshof der Familie von Zabeltitz. Lobendorf gehörte zum Markgraftum Niederlausitz und kam im Jahr 1635 zum Kurfürstentum Sachsen. Östlich des Ortes verlief damals die Grenze zum Kurfürstentum Brandenburg. Im Jahr 1708 lebten vier Kossäten und ein Büdner in Lobendorf, im Jahr 1718 waren es drei Kossäten, die eine Schatzung von 250 Gulden zu entrichten hatten. Im Jahr 1755 zählte Lobendorf 36 Einwohner. Im 18. Jahrhundert ließen die damaligen Gutsbesitzer das Herrenhaus Lobendorf errichten. Das Kurfürstentum Sachsen wurde 1806 zum Königreich Sachsen erhoben, nach der auf dem Wiener Kongress beschlossenen Teilung Sachsens kam Lobendorf zum Königreich Preußen. Bei der Gebietsreform von 1816 wurde der Ort dem Landkreis Calau in der Provinz Brandenburg zugeordnet.
Im Jahr 1818 zählte Lobendorf 71 Einwohner in dreizehn Wohngebäuden, es gab eine Schäferei und eine Ziegelei. Bei der Volkszählung am 1. Dezember 1871 hatten die Landgemeinde und der Gutsbezirk Lobendorf zusammen 97 Einwohner in 21 Haushalten. Von den Einwohnern waren 46 Männer und 51 Frauen; 21 Einwohner waren jünger als zehn Jahre und alle Einwohner waren evangelisch-lutherischer Konfession. Eingepfarrt war Lobendorf seit jeher in die Landkirchengemeinde Vetschau. Nach mehrfachen Besitzerwechseln ging das Gut schließlich an die Familie von Leszczyński, die das Gut in den 1930er-Jahren an eine Familie Lonke verkaufte.
Am 1. Januar 1925 (nach abweichenden Angaben auch 1926 oder 1928) wurden die Landgemeinde und der Gutsbezirk Lobendorf nach Repten eingegliedert. Nach dem Ende des Zweiten Weltkrieges kam der Ort zur Sowjetischen Besatzungszone. Seit 1949 gehörte Lobendorf zur DDR, bei der Gebietsreform am 25. Juli 1952 wurde die Gemeinde Repten mit dem Ortsteil Lobendorf dem Kreis Calau im Bezirk Cottbus zugeordnet. Nach der Wiedervereinigung lag Lobendorf zunächst im Landkreis Calau in Brandenburg, der am 6. Dezember 1993 im neu gebildeten Landkreis Oberspreewald-Lausitz aufging. Das Gutshaus wurde Mitte der 1990er Jahre von einem Ehepaar gekauft und als Wohnhaus umgebaut. Am 31. Dezember 2001 wurde Repten mit Lobendorf nach Vetschau eingemeindet.

## Einwohnerentwicklung
| 1875 | 100 | 1890 | 88 | 1910 | 91 |

Lobendorf war lange Zeit ein sorbischsprachiges Dorf, laut preußischer Bevölkerungsstatistik lag der Anteil der Sorben in der Bevölkerung bei 84 Prozent. Danach ging der Anteil sorbischsprachiger Einwohner stark zurück. Arnošt Muka ermittelte für seine Statistik über die sorbische Bevölkerung in den Gemeinden der Niederlausitz insgesamt 92 Einwohner in Lobendorf, davon waren zehn Sorben und 82 Deutsche, was einem sorbischsprachigen Bevölkerungsanteil von 11 Prozent entspricht. In den folgenden Jahren ging die Nutzung der sorbischen Sprache völlig zurück.